# Pere Bessó González
Pere Bessó González (València, 1951) és un poeta valencià.

## Biografia
Llicenciat en filologia moderna per la Universitat de València, va treballar de professor d'Ensenyament Secundari i exregidor d'Esquerra Unida del País Valencià a l'Ajuntament de Mislata. Ha participat a València activament en l'edició de revistes, publicacions i activitats de poesia, primer, en castellà en la revista Múrice i les col·leccions Lindes i Fuentearnera, després, en català en l'època de les activitats del Bar Arana i les publicacions de La Forest d'Arana. Els seus dos primers poemaris els va escriure en castellà, Cenáculo de sombras (1975) i Imágenes (Lindes-Difusora de Cultura, 1976), a partir d'aquests ha escrit en català. També ha fet traduccions de poesia al castellà i al català de D.H. Lawrence, Rustebues, G. Apollinaire, I. Bonnefoy, E. Pound, J. Donne, Ronsard, A. Lowell, G. Grass, Robert Gurney, entre d'altres.

## Premis
- Premi Vila de Catarroja de poesia (1979), per Mediterrània.[1]
- Ausiàs March de poesia de Gandia (1987), per Pagaràs els ous de cugul.[1]
- Premis Octubre-Vicent Andrés Estellés de poesia (2000), per Narcís de la memòria.[1]
- "Premi Josep Maria Ribelles de poesia" (2008), per Només per a dones.[3]

## Obres
- Herborlari de silencis (Lindes-Difusora de Cultura, 1978)
- Mediterrània (Ajuntament de Catarroja, 1979) (Premi Pasqual Asins Lerma 1979)
- L'alter ego (Fernando Torres, 1980)
- Una estança a Alessandria (Federació d'Entitats Culturals del País Valencià, 1983)
- Prims homenatges (Eliseu Climent, 1984) (Accèssit Premi Vicent Andrés Estellés 1979)
- Les llimes de la vosgiana (Edicions de la Guerra, 1987)
- Pagaràs els ous de cugul (Edicions 62, 1988) (Premi Ausiàs March de Poesia, 1987)
- La terra promesa (Bromera, 1988)
- Planetari (La Forest d'Arana, 1991)
- Iteràncies, interferències i grafitis (Bromera, 1997)
- Narcís de la memòria (Eliseu Climent, 2000) (Premi Vicent Andrés Estellés)

- El pou de la set que no assacia (Rialla, 2005)
- El quadern de Malta (2006)
- Només per a dones (Brosquil, 2009) (Premi Josep Maria Ribelles 2009)
- Les roses de Lancelot (Alupa, 2012)
- Ephemera (Germania, 2013)
- Pregonares la llum (Els Llibres del Rabosot, 2014)
- La mort del pare (El Petit Editor, 2014)
- La mort del clown (El Petit Editor, 2018)
- Els costums bàrbars (Edictoràlia poesia, 2019)
- Besllums d'Escòcia (ed Neopâtria, 2020)